# 勺陵之戰
前594年夏天，鄭國子罕討伐宋國，先被宋國樂將鉏及樂懼敗鄭軍於汋陂（今河南省商丘市、寧陵縣之間），鄭軍退兵至夫渠，宋軍恃勝並不戒備，鄭軍突然反攻，大敗宋軍於汋陵（今河南省寧陵縣南），擒獲宋國將鉏及樂懼。